# André Chilo
André Chilo (Bordeus, Gironda, 5 de juliol de 1898 - Barkoxe, Zuberoa, 3 de novembre de 1982) va ser un jugador de rugbi a 15 i atleta francès que va competir a començaments del segle xx.
El 1920 va ser seleccionat per jugar amb la selecció francesa de rugbi a 15 que va prendre part en els Jocs Olímpics d'Anvers, on guanyà la medalla de plata. En aquests mateixos Jocs fou 17è en la prova del triple salt masculí del programa d'atletisme.
Com a jugador de rugbi, a nivell de clubs jugà al Racing club de France, el SCUF, el TOEC i l'Stade Toulousain. El 1922 es proclamà campió de França de rugbi. Durant la seva carrera fou 4 vegades internacional.
Com a atleta destacà en el triple salt, especialitat en la què es proclamà campió nacional el 1919. Aquell mateix any establí la seva millor marca amb un salt de 13m 39cm.